# Giuseppe Verdi nella vita e nella gloria
Giuseppe Verdi nella vita e nella gloria è un film muto italiano del 1913 diretto da Giuseppe De Liguoro.

## Trama
Il film ripercorre la vita di Giuseppe Verdi, grande musicista del Risorgimento noto per aver composto moltissime famose opere quali il Nabucco, Aida, Rigoletto, La traviata e molte altre.